# Scaphyglottis dunstervillei
Scaphyglottis dunstervillei är en orkidéart som först beskrevs av Leslie Andrew Garay, och fick sitt nu gällande namn av Ernesto Foldats. Scaphyglottis dunstervillei ingår i släktet Scaphyglottis och familjen orkidéer. Inga underarter finns listade i Catalogue of Life.